# 류이치 사카모토: 코다
《류이치 사카모토: 코다》(영어: Ryuichi Sakamoto: Coda)는 2017년에 도쿄 국제 영화제에서 상영한 일본의 영화이다.

## 캐스팅
- 류이치 사카모토